# Хасс Мурад-паша
Хасс Мурад-паша (тур. Has Murat Paşa) — османский военачальник, по легенде — знатного византийского происхождения. Фаворит Мехмеда II. Утонул в ходе битвы 4 августа 1473 года перед сражением при Отлукбели. Брат великого визиря Месиха-паши.

## Биография

### Происхождение
Согласно Ecthesis Chronica 16-го века, Хасс Мурад-паша и его брат Месих-паша были сыновьями некоего Гида Палеолога, которого Анджиолелло называет в Historia Turchesca «братом византийского императора». Считается, что этим императором был Константин XI Палеолог, последний византийский император, который пал во время захвата Константинополя османским султаном Мехмедом II в 1453 году. Если это правда, то ввиду того, Константин XI умер бездетным, Месих-паша или Хасс Мурад-паша, могли ему наследовать, если бы османы не смогли покорить Константинополь. Катерино Дзено называет Хасс Мурада «Палеолог». Однако более нигде такой информации нет и никто другой такого брата у Константина XI Палеолога не указывает. Братья были захвачены во время падения Константинополя, обратились в ислам и начали карьеру с пажей (ичогланов) под покровительством Мехмеда II в рамках системы девширме. Хасс Мурад стал фаворитом Мехмеда.

### Карьера
Когда в 1468 году Махмуда-паша Ангелович был снят с поста великого визиря, он так же лишился поста бейлербея (генерал-губернатора) Румелии, и на место бейлербея был назначен вместо него Хасс Мурад-паша. В 1471 году Узун-Хасан стал союзником Венеции, договорившись с венецианскими послами.
Летом 1472 года войска Ак-Коюнлу напали на недавно захваченный османской армией Караман. 26 августа 1472 года Мехмед созвал визирей на совет, 5 сентября Исхак-паша был снят с поста великого визиря, а Махмуд-паша, успешный и талантливый военачальник, был назначен на пост великого визиря вторично. Армия Румелии была вызвана в Стамбул и прибыла 20 сентября во главе Хасс Мурадом-пашой. Весной армия выдвинула в Восточную Анатолию против сил Ак-Коюнлу.
Османские источники сообщают, что Мехмед выслал вперёд на разведку авангард. Войска двигались вдоль по течению реки. Османы по правому берегу, «персы» — по левому. Махмуд-паша находился в подчинении у более молодого и менее опытного Хасс Мурада-паши. Угурлу Мехмед-паша, сын Узун-Хасана, имитировал нападение и отступление своего отряда, чтобы заманить османский отряд в ловушку, что было излюбленным приёмом кочевников. Махмуд-паша понял замысел противника и старался отговорить Хасс Мурада-пашу от преследования. По словам Мехмеда Нешри, «Он [Махмуд]сказал: „Мурад-бей, давай не будем переправляться через реку. Давай будем осторожны и не будем отдаваться в руки врага“». Хасс Мурад не слушал его. Махмуд-паша повторил: «Мурад-бей! Там опасно и сложно дать отпор, вы ещё не были в таких местах. Услышьте, что я говорю вам!» Хасс Мурад начал переправу реки, Махмуд-паша тоже был вынужден переправиться. Он снова сказал Хасс Мураду: «Оставайтесь здесь с вашим отрядом, а я поднимусь на этот холм, чтобы увидеть, есть ли враги.» Махмуд-паша с несколькими всадниками поднялся вперед на холм и увидел отряды Узун Хасана, спрятанные за возвышенностью в засаде. Махмуд-паша пытался остановить движение отряда Хасс Мурад паши, который продолжал преследовать отряд Угурлу Мехмеда. Видя, что это бесполезно, Махмуд-паша переправился обратно и поскакал к лагерю, чтобы предупредить Мехмеда. Как только все акынджи переправились, из укрытия появился отряд воинов Ак-Коюнлу, который разрушил переправу. Не послушав Махмуда-пашу, Хасс Мурад попал в ловушку Уруглу Мехмеда-бея, сына Узун Хасана. Это сражение была катастрофой для османов: Хасс Мурад-паша погиб, хотя Узун-Хасан сообщал в письме, что Хасс Мурад попал в плен. В бурном течении реки утонуло большое число османских воинов, включая и Хасс Мурада. Османские источники датируют смерть Хасс Мурада 4 августа. Это временное поражение породило тщетные надежды в Европе. В письмах сообщается о полном разгроме Мехмеда от Узун-Хасана и даже о смерти Мехмеда.
Согласно участнику событий Турсун-бею, Хасс Мурад боялся, что в случае, если враг будет разбит Махмудом-пашой, то Махмуду и достанется вся слава. Другие историки (Кемальпашазаде, Ашикпашазаде, Нешри, Саадеддин) винят в этой непродуманной атаке молодость, нетерпеливость и неопытность Хасс Мурада. Считается, что смерть Хасс Мурада была поставлена в вину Махмуду-паше Мехмедом. Мехмед был в гневе, что Махмуд не помог Мураду.
Битва, в которой погиб Хасс Мурад-паша, в «Исламской энциклопедии» никак не называется. В литературе она встречается под названием «битва при Малатье» или «битва при Терджане». Согласно Катерино Дзено именно у Малатьи сын Узун Хасана нанёс поражение османам, однако большинство современных учёных определяют место битвы как окрестности Терджана. Дзено писал, что эта битва произошла 1 августа, но большинство историков принимают датировку 4 августа (9 день месяца Раби аль-авваль 878 года Хиджры).